# Euxoa expulsa
Euxoa expulsa là một loài bướm đêm trong họ Noctuidae.